# Matthias Allegaert
Matthias Allegaert, né le 1er novembre 1989 à Menin, est un coureur cycliste belge.

## Biographie
En 2008, on lui diagnostique une anémie aplasique, forme grave d'anémie. Le temps de guérir de cette maladie, il reprend la compétition en 2010.
Fin 2015, il fait le choix d'arrêter sa carrière cycliste pour privilégier sa vie personnelle et professionnelle.

## Palmarès et résultats

### Palmarès par année
- 2005
  - Asvö Radjungendtour
- 2006
  - 1re étape de la Ronde des vallées (contre-la-montre)
  - 3e du Grand Prix Bati-Metallo
- 2007
  -  Champion de Belgique du contre-la-montre juniors
  -  Champion de Belgique de poursuite par équipes juniors
  - Ster van Zuid-Limburg :
    - Classement général
    - 2e étape

  - 1re et 2ea (contre-la-montre par équipes) étapes de Liège-La Gleize
  - Tour de Münster juniors :
    - Classement général
    - 4e étape

  - 2e de la Flanders-Europe Classic
  - 3e du Circuit Mandel-Lys-Escaut juniors
- 2011
  - Champion de Flandre-Occidentale du contre-la-montre espoirs
  - Kruiseke-Wervik
  - 1re étape du Triptyque ardennais
  - 3e de Liège-Bastogne-Liège espoirs
  - 3e du Triptyque ardennais
- 2012
  - 2e étape de l'Arden Challenge
  - Grand Prix de la ville de Geluwe
  - Omloop van de Grensstreek
  - 2e du championnat de Flandre-Occidentale du contre-la-montre
  - 2e de la Puivelde Koerse
- 2013
  - 3e étape du Tour de Gironde
  - 2e du Tour de Gironde
  - 3e du Circuit de Wallonie
- 2014
  - Champion de Flandre-Occidentale du contre-la-montre
  - Grand Prix d'Affligem
  - 2e de Bruxelles-Zepperen
- 2015
  - Grand Prix d'Affligem

### Classements mondiaux
| Année           | 2011 | 2012 | 2013 | 2014 |
| --------------- | ---- | ---- | ---- | ---- |
| UCI Europe Tour | 517e | 877e | 264e | 685e |